# ラルフ・ノーマン・エンジェル
サー・ラルフ・ノーマン・エンジェル（Sir Ralph Norman Angell、1872年12月26日 - 1967年10月7日）は、イギリスの講師、作家、そして労働党所属の国会議員である。

## 経歴
エンジェルはイギリスの圧力団体であるUnion of Democratic Controlの創設メンバーの一人で、またいくつかの非政府組織の代表や理事を務めた。1931年にナイトに叙せられ、1933年には著述活動を通して、世界平和に力を尽した功績により、ノーベル平和賞を受賞した。
エンジェルはイングランドのホルビーチで6人兄弟の家庭に生まれた。生まれた当時はRalph Norman Angell Laneという名前だったが、後にLaneを落としたものを本名とした。ジュネーヴ大学に入学したが、17歳の時にアメリカ合衆国へ移住し、7年間カリフォルニア州でカウボーイやジャーナリストとして働いて過ごした。1898年に一時イングランドに帰国し、その後パリに移った。1905年から1912年まで彼はパリでデイリー・メール誌の編集者をしていた。
再びイングランドに戻ると、1920年に労働党に入党し、1929年から1931年までブラッドフォードノース地区選出の国会議員を務めた。
彼の名は、1937年に公開されたフランスの反戦映画『大いなる幻影』で良く知られる。この映画のタイトルは彼の著書The Great Illusion（Europe's Optical Illusion）（1910年。戦争は勝者にも無益であるとする）より取られた。

## 評価
第一次世界大戦の直前に「経済的相互依存と交通・通信技術の進展によって大国間戦争は経済的に非効率なものとなり、したがって大国間戦争は過去のものとなった」と主張した。この主張は第一次大戦の勃発により誤りが明らかである、との評がある。

## 主な著作
- Patriotism under Three Flags: A Plea for Rationalism in Politics (1903)
- Europe's Optical Illusion (1909)
- The Fruits of Victory (1921)
- The Money Game (1928)
- The Unseen Assassins (1932)
- The Menace to Our National Defence (1934)
- Peace with the Dictators? (1938)
- The Steep Places (1947)